# Guanylátcykláza
Guanylátcykláza (někdy guanylyl cykláza, nebo GC) je druhem lyázy, která je často součástí G proteinové signální kaskády, které se aktivuje při nízké intracelulární hladině vápníku a je inhibována jeho vysokou koncetraací. V reakci na koncentraci vápníku guanylátcyklázu syntetizuje cGMP z GTP.a cGMP udržuje cGMP-gate kanály otevřené a umožní tím vstup vápníku do buňky. Stejně jako cAMP, cGMP je důležitý druhý posel, pro  peptidové hormony a může také fungovat jako autokrinní signál. V závislosti na typu buňky  může řídit adaptivní/vývojové změny vyžadující syntézu bílkovin. V hladké svalovině, cGMP je signálem pro relaxaci a je spojen s mnoha homeostatickými mechanismy, včetně ovládání vazodilatace, tonu hlasu, inzulínové sekrece a peristaltiky. Vzniklý cGMP může být degradován fosfodiesterázou, která je řízena jinými procesy v závislosti na typu tkáně.

## Reakce
Guanylátcyklázy katalyzuje reakci guanosin trifosfát (GTP) na 3',5'-cyklický guanosin monofosfát (cGMP) a pyrofosforečnan:

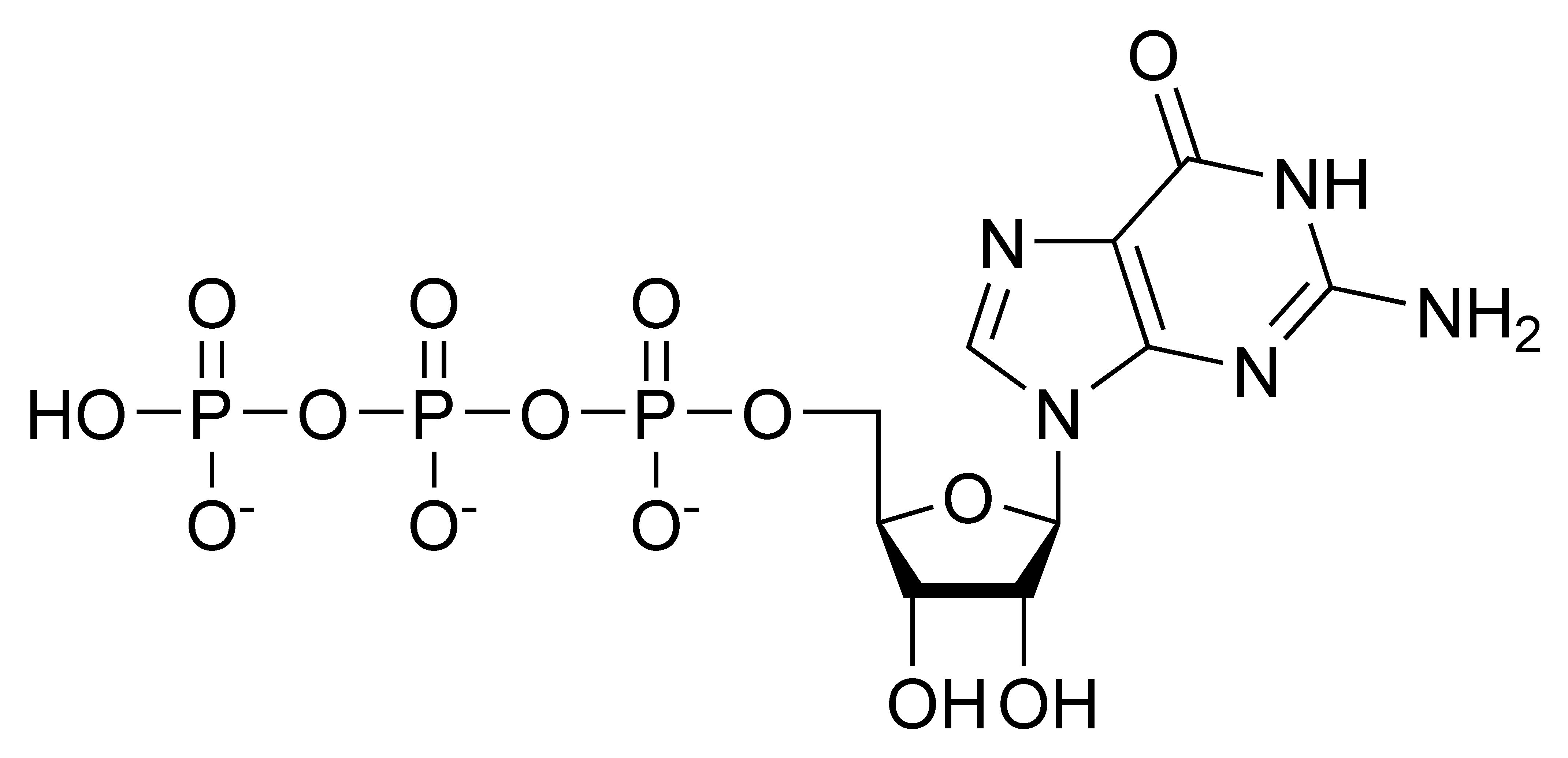
GTP
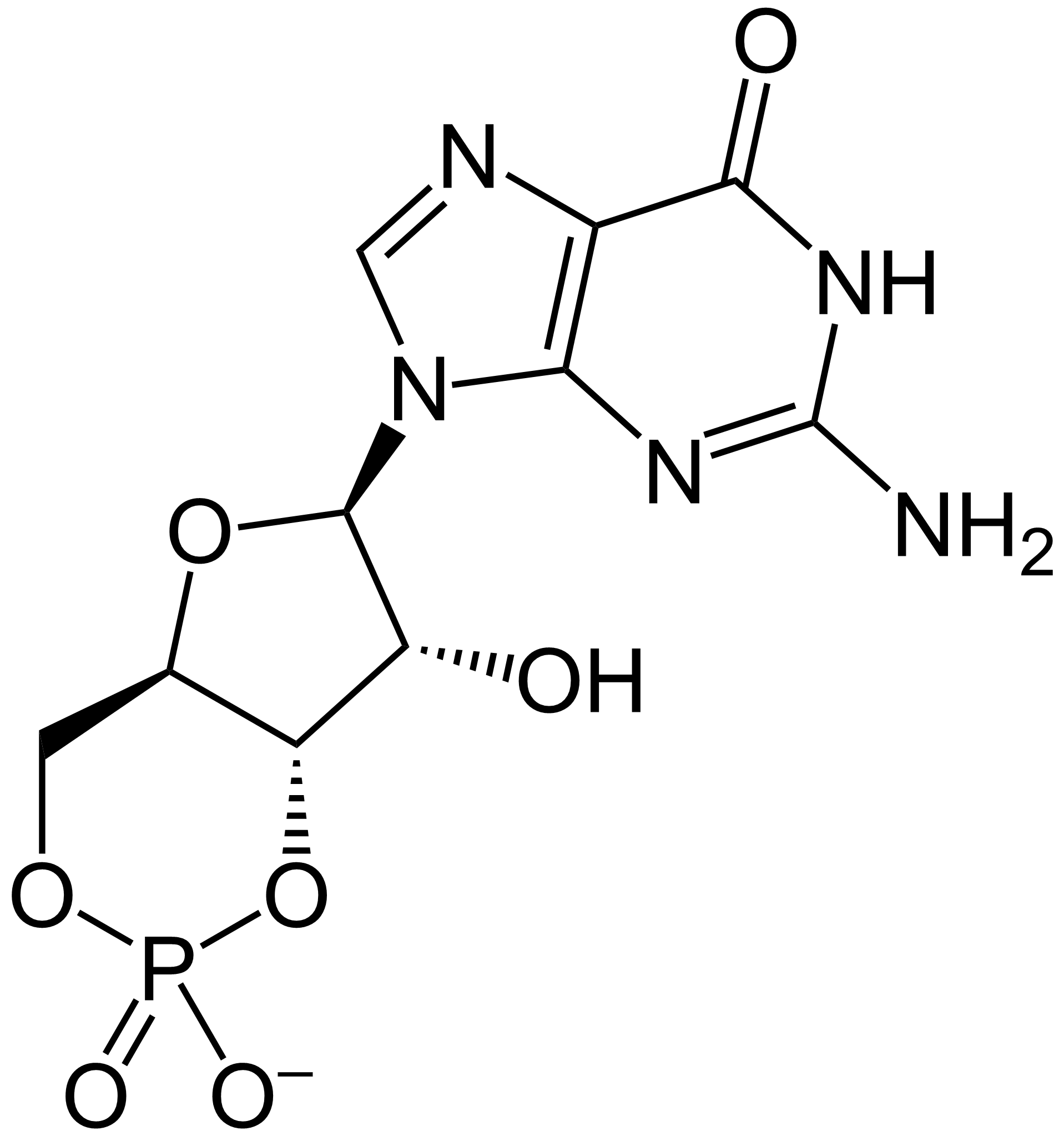
cGMP

## Účinky
Guanylátcykláz se nachází v sítnici (RETGC) a moduluje kaskádu převodu světla z tyčinek a čípků. Vápníkem negativní zpětněvazebný systém aktivuje v reakci na hyperpolarizaci fotoreceptorů světlem, což způsobuje snížení intracelulárního vápníku, který stimuluje guanylátcyklázu aktivující proteiny (GCAPs).